# هرنسبومگارتن
هرنسبومگارتن (به آلمانی: Herrnbaumgarten) یک منطقهٔ مسکونی در اتریش است که در ناحیه میستلباخ واقع شده‌است. هرنسبومگارتن ۹۵۳ نفر جمعیت دارد.